# فاضل‌خان شیدا
فاضل‌خان شیدا با نام اصلی ملافتح‌الله شیدا (۱۷۸۳، تبریز - ۱۸۵۲، تفلیس) شاعر و سیاستمدار ایرانی بود.
او به دلیل انتقاد شدید از سیاستمداران تحت تعقیب بود و در سال ۱۸۳۸ ایران را ترک کرد و به تفلیس رفت. در آنجا در انجمن ادبی «دیوان حکمت» حضور فعال داشت. وی در سال ۱۸۵۲ در تفلیس درگذشت.